# Divizia 7 Infanterie (1918-1920)
Divizia 7 Infanterie a fost o mare unitate de infanterie, de nivel tactic, din Armata României, care a participat la acțiunile militare postbelice, din perioada 1918-1920. Divizia a fost comandată în această perioadă de generalul Constantin Neculcea,:p. 333 înlocuit ulterior la comandă de generalul Constantin Dumitrescu.

## Compunerea de luptă
În perioada campaniei din 1919, divizia a avut următoarea compunere de luptă::p. 182

### Campania anului 1919
În cadrul acțiunilor militare postbelice,  Divizia 7 Infanterie a participat la operațiile Armatei României de ocupare a liniei de demarcație din Transilvania, ofensivă din aprilie 1919, ofensivă la vest de Tisa,:p. 182 precum și la ocupația militară română a Ungariei, retrăgându-se ulterior

## Comandanți
- General Constantin Neculcea
- General Constantin Dumitrescu